# Масато Моришиге
Масато Моришиге (јап. 森重 真人; 21. мај 1987) јапански је фудбалер.

## Каријера
Током каријере је играо за Оита Тринита, Токио.

## Репрезентација
За репрезентацију Јапана дебитовао је 2013. године. Наступао је на Светском првенству (2014. године) с јапанском селекцијом. За тај тим је одиграо 41 утакмица и постигао 2 гола.

## Статистика
| Јапан  | Јапан   | Јапан  |
| Година | Наступи | Голови |
| ------ | ------- | ------ |
| 2013.  | 6       | 0      |
| 2014.  | 11      | 1      |
| 2015.  | 12      | 1      |
| 2016.  | 10      | 0      |
| 2017.  | 2       | 0      |
| Укупно | 41      | 2      |

## Трофеји

### Клуб
- Лига Куп Јапана (1): 2008.
- Царски куп (1): 2011.